# Alice Ingley
Alice Ingley (Subiaco, 13 januari 1993) is een Australisch voormalig boogschutster.

## Carrière
Inley nam in 2010 deel aan de Olympische Jeugdspelen waar ze negende werd. In 2016 nam ze deel aan de Olympische Spelen waar ze in de eerste ronde won van Lucilla Boari maar in de tweede ronde moest ze het afleggen tegen Ane Marcelle dos Santos. In 2019 won ze tweemaal zilver op de Pacifische Spelen. In 2021 nam ze deel aan de uitgestelde Olympische Spelen waar ze in de eerste ronde verloor van Ksenia Perova.

## Erelijst

### Olympische Spelen
Individueel
- 2016: 2e ronde (verloren van Ane Marcelle Dos Santos met 0-6)
- 2020: 1e ronde (verloren van Ksenia Perova met 1-7)

### Wereldkampioenschap
Individueel
- 2013: 1e ronde (verloren van Yuki Yamamoto met 2-6)

### Pacifische Spelen
Individueel
- 2019:  Apia (verloren van Deonne Bridger)

Gemengd
- 2019:  Apia